# Carlos Zuluaga Pardo
Carlos Mario Zuluaga Pardo (10 de julio de 1982, Sabanalarga) es un político del Partido Conservador Colombiano que inició su carrera en el año 2001 como presidente del Consejo Municipal  y Departamental de Juventudes de Sabanalarga. En 2004 trabajó como Gerente de Capacitación de la Fundación Colombianos por el Referendo, iniciativa presentada por el expresidente Álvaro Uribe Vélez en su primer periodo de gobierno. 
Se desempeñó como el director de la Organización de Estados Iberoamericanos (OEI). 
Desempeñó proyectos ante el Ministerio de Educación Nacional. A partir del año 2006 trabajó para la Gobernación del Departamento del Atlántico, como subsecretario de Educación y de Administración y Finanzas, Secretario del Interior y finalmente en el año 2009 Gerente de Capital Social.
Se desempeñó como Director de Estudios Sectoriales de la Contraloría Delegada para el Sector Minas y Energía, y como Contralor Delegado para la Participación Ciudadana de la Contraloría General de la República entre los años 2011 y 2014.
En septiembre del año 2022 fue nombrado como Vicecontralor en la Contraloría General de la República, cargo que ejerce actualmente. Entre el mes de junio de 2023 y el mes de junio de 2024, quedó encargado en funciones de Contralor General de la República, tras la salida de Carlos Hernán Rodríguez por orden del Consejo de Estado.

## Formación

### Postgrado
Especialista en Cooperación Internacional y Gestión de proyectos para el desarrollo de la Universidad Externado de Colombia
Especialista Gerencia Estratégica Universidad de Pittsburgh, EE. UU..
Master Universitario en Alta Dirección Pública de la Universidad Internacional Menéndez Pelayo
Especialista en Docencia Universitaria de la Universidad del Norte
Experto en la Implementación de los Programas Sociales. “Mejorando la Implementación de los Programas Sociales” Instituto Interamericano de Desarrollo INDES del Banco Interamericano de Desarrollo BID noviembre de 2005.

### Pregrado
Licenciado en Enseñanzas de las Tecnologías Universidad del Atlántico, Barranquilla
Abogado de la Corporación Universitaria de Colombia Ideas

### Artículos
Zuluaga, C.M. Contraloría General - Transición energética, Revista Economía Colombiana. Disponible en: https://www.contraloria.gov.co/documents/20125/5547310/Revista+370+Web.pdf/565d01bd-5749-f810-d252-2d3650efbcd9?t=1706558961623
Zuluaga, C.M. Contraloría General - Desafíos de una descentralización con autonomía, Revista Economía Colombiana. Disponible en: https://www.contraloria.gov.co/documents/20125/6801824/Revista+373+Economi%CC%81a+Colombiana+Lwr.pdf/45038f49-b287-02d5-eb34-89c5f5756903?t=1731442012768